# Мейссонье, Жан Луи Эрнест
Эрне́ст Мейссонье́ (Мейсонье, Месонье; (фр. Jean-Louis-Ernest Meissonier; 21 февраля 1815, Лион, Королевство Франция — 31 января 1891, Париж, Третья Французская республика) — французский живописец, график и скульптор, выдающийся представитель романтического историзма, наиболее известный батальными сценами на сюжеты из истории Наполеоновских войн. Отец художника Шарля Мейссонье (1844—1917).

## Биография и творчество
Родился в 1815 году в Лионе в семье торговца. Рано выказал способности к искусству. В 17 лет приехал в Париж, где поступил в ученики к Леону Конье. Много времени проводил в Лувре, где не только копировал картины старых мастеров, но и участвовал в создании подготовительных эскизов для росписи, посвящённой Египетской экспедиции Наполеона. 
Выучившись на живописца, Мейссонье первоначально занимался книжной иллюстрацией. Им были созданы иллюстрации, в частности, к Библии, «Всеобщей истории» Боссюэ, «Неистовому Роланду» Ариосто, романам «Поль и Виргиния» и «Индейская хижина» Бернардена де Сен-Пьера, пять иллюстраций к «Человеческой комедии» Бальзака.
В дни революции 1848 года Мейсонье в качестве капитана артиллерии Национальной гвардии (в то время, фактически, ополчения зажиточных горожан) активно участвовал в подавлении рабочего восстания. Расстроенный этим опытом, он в дальнейшем написал картину «Баррикада, или воспоминание о гражданской войне». На картине изображены тела погибших революционеров на разрушенной залпами артиллерии баррикаде. Примечательно, что Мейссонье не только не героизировал своего участия в этих событиях, но и изобразил на картине жертв своих собственных действий. Национальных гвардейцев (и вообще живых людей) на картине нет. 
Сделав себе имя в области иллюстрации, Мессонье занялся станковой живописью. Он начал с жанровых работ в духе малых голландцев, создавая картины небольшого размера на досках или медных пластинах, искусно стилизованные под жанровые сцены XVII—XVIII веков. Вскоре жанровые работы Мейссонье начали высоко цениться коллекционерами. Так, Теофиль Готье писал: 

Хотя размер картин и очень мал, но место, занимаемое их автором в ряду художников-жанристов, очень значительно (…) произведениями Мейссонье дорожат до такой степени, что они покупаются чуть ли не на вес золота— 
В 1860-х годах художник начал создавать картины на исторические и батальные сюжеты из времён французской революции, Наполеоновских войн и современных ему военных конфликтов, в которых участвовала Франция императора Наполеона III. Эти картины ценились современниками Мейссонье ещё выше его прежних жанровых работ. 
Академик Евгений Тарле в своей популярной монографии «Наполеон» писал про отображение событий 1813—1814 годов после поражения императора в «Битве народов» в изобразительном искусстве: 

Во французской живописи неоднократно этот именно момент и события начала 1814 года служили темами для художников, причём в центре их внимания был Наполеон. Гениальная кисть Мейссонье уловила настроение императора. Он едет на боевом коне между своими гренадерами и угрюмо присматривается к чему-то, чего не видят глаза гренадер— 
С годами Мейссонье стал одним из самых известных художников во Франции своего времени. Никогда произведения художника не достигали при его жизни таких громадных цен, за какие в те дни продавались картины Мейссонье, получившего, например, за «Атаку кирасир» и за «Наполеона I в 1814 году» (именно эту работу позже особенно хвалил Тарле) по 300 000 франков, а за «Наполеона III при Сольферино» 200 000 франков (впоследствии в ту же эпоху эта картина была перепродана её первым владельцем за 850 000 франков).
Во время Франко-прусской войны Мейссонье был полковником и командиром полка Национальной гвардии. Под его командованием служил Эдуар Мане, отношения которого с Мейссонье не сложились тогда и позже становились только хуже. Вообще, посмертной репутации Мейссонье очень повредил его многолетний конфликт с импрессионистами. Тем не менее, даже противники признавали в Мейссонье определённые таланты. Так, Эдгар Дега говорил: 

Этот плохой художник был одним из самых лучших знатоков лошадей, которых я когда-либо знал
— .
признавая тем самым, что батальные сцены кисти Мейссонье не зря особенно славились мастерским изображением лошадей: навык, весьма ценившийся в то время.
Винсент Ван Гог, принадлежавший к более молодому поколению живописцев, чем импрессионисты, относился к работам Мейссонье гораздо лучше. В 1886 году Ван Гог писал своему брату Тео: 

…для каждого, кто может в течение года видеть вещь Мейсонье, для него и на следующий год найдётся в ней кое-что посмотреть, не считаясь даже с тем, что Мейсонье был человеком, создававшим в свои счастливейшие дни совершенные вещи. Я отлично знаю, что у Домье, Милле, Делакруа другой рисунок, но в кисти Мейсонье есть нечто совершенно французское, чего никогда не могли бы добиться голландцы; кроме того, он современен.
— 
Кроме батальных, исторических и жанровых картин Мейссонье неоднократно выставлял на ежегодном Парижском салоне портреты своего авторства. Занимаясь также гравированием, он создал несколько оригинальных офортов. Офорты с его картин известны также в исполнении гравёра Жюля Жакмара. 
Пробовал себя Мейссонье и в скульптуре, создавая небольшие скульптурные композиции из воска, зачастую изображающие всадников наполеоновской эпохи. Часть своих скульптур Мейссонье в дальнейшем из воска перевёл в бронзу. Скульптуры Мейссонье интересны тем, что иногда изображают героев его же картин. Однако при жизни, несмотря на громкую популярность в качестве художника, Мейссонье не пользовался популярностью в качестве скульптора. Наиболее полная ретроспектива его скульптур состоялась в Лионе только в 1993 году. 
Долгое время Мейссонье был мэром Пуасси (департамент Ивелин). С 1861 года он также был членом Французского института. В 1890 году, незадолго до смерти, Мейссонье предпринял обновление Национального общества изящных искусств, став его президентом. После его смерти на этот пост был избран Пюви де Шаванн, вице-президентом — Роден.
Скончался Мейссонье в 1891 году в Париже, был похоронен на кладбище в Пуасси.
Среди его учеников были, в частности, Франсуа-Луи Франсе и Жан Батист Эдуард Детайль.

## Галерея
- Наполеон III при Сольферино.
- Атака кирасир (в битве при Фридланде в 1807 году; на заднем плане — Наполеон I со штабом).
- Наполеон I в 1814 году
- Битва при Йене, 1806 год
- «Баррикада, или воспоминание о гражданской войне»
- Оборона Парижа, 1870 год. Аллегория
- «Портрет сержанта»
- Игра в шахматы. Гравюра Жюля Жаке с картины Месонье
- Наполеон в 1814 году
- Французский драгун
- Маршал Ланн
- Маршал Ней
- Наполеон со штабом
- Двое друзей. Эпоха Наполеоновских войн
- Генерал Дезе допрашивает крестьянина
- Путешественник
- Путешественник. Скульптура Мейссонье по мотивам собственной картины.
- Скачущий кавалерист.
- Кавалерист. Восковая модель.
- Генерал Дюрок при Кастильоне.
- Генерал Моро при Гогенлиндене.
- Генерал и его адъютант
- Драка
- Прибытие в замок.